# Global Operations
Global Operations — компьютерная игра в жанре трёхмерного шутера с видом от первого лица, разработанная Barking Dog Studios распространением игры занимаются компании Crave Entertainment и Electronic Arts.
Релиз в марте 2002 года, так же присутствовала бета-версия многопользовательского варианта игры, но была доступна только карта «Quebec». Полная версия игры — 13 карт, возможность одиночной и многопользовательской игры, и поддержка до 24 человек на 3 команды. В итоге демоверсия мультиплеера была реализована только для карты «Antarctica».

## Геймплей
Почти всё вооружение в игре огнестрельное. Большой выбор оружия — от пистолетов и пистолетов-пулемётов до снайперских винтовок и гранатомётов. Большинство из них при покупке можно усовершенствовать. Играть можно одним из классов (у каждого класса есть особенности в вооружении, а также скорость бега разная — Разведчик (Recon), Коммандо (Commando), Пулемётчик (Heavy Gunner), Подрывник (Demoman), Снайпер (Sniper) и Медик (Medic). Все классы могут пользоваться всем оружием — своего и других классов.
Также в игре есть три типа брони — лёгкая, средняя и тяжёлая. Каждый класс может использовать только два из них, например, Коммандо — среднюю и тяжёлую, а снайпер — лёгкую и среднюю.
Деньги можно получать за убийство врагов и лечение союзников, а тратить при убийстве союзников или покупке снаряжения.
Есть три уровня сложности. Прохождение сначала за одну команду все 13 карт, а потом за другую.
В игре представлены операции во всех уголках мира: от Чечни до Перу.

## Критика
| Сводный рейтинг | Сводный рейтинг |
| Агрегатор       | Оценка          |
| --------------- | --------------- |
| GameRankings    | 78,37 %         |

Игра получила положительные отзывы Actiontrip и в настоящее время имеет рейтинг 8.1 «очень хорошо». Игра получила 79 баллов из 100 на агрегаторе Metacritic.